# George Mackey

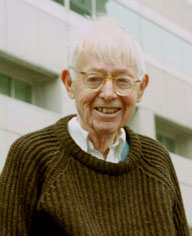
George Mackey

George Whitelaw Mackey (* 1. Februar 1916 in St. Louis; † 15. März 2006 in Belmont (Massachusetts)) war ein US-amerikanischer Mathematiker.
George Mackey wuchs in Houston in Texas auf, wo er sein Studium von Physik, Chemieingenieurwesen und Mathematik am Rice Institute begann. Sein Mathematikstudium setzte er an der Harvard-Universität fort, wo er 1942 bei Marshall Harvey Stone promovierte, mit einer Arbeit über lokalkonvexe Topologien in Vektorräumen (Einführung der Mackey-Topologie). Nach einer Zwischenstation am Illinois Institute of Technology, am Caltech und am Institute for Advanced Study (1941) in Princeton, kehrte er als Instruktor 1943 nach Harvard zurück und blieb dort – ab 1956 als Professor (von 1969 an Landon T. Clay Professor for Mathematics) – bis zu seinem Ruhestand 1985. Seine Hauptarbeitsgebiete waren Darstellungstheorie, Ergodentheorie, Funktionalanalysis und mathematische Physik. Zeitlebens interessierte er sich für die Verbindungen der Mathematik zur Physik, was sich u. a. in seinem Buch The Mathematical foundations of Quantum Mechanics von 1963 niederschlug. 1949 (Duke Mathematical Journal Bd. 16, S. 313) interpretierte er das Stone-von Neumann Theorem (über die Eindeutigkeit der Operatoren in Hilbert-Räumen, die die Heisenbergschen Vertauschungsrelationen erfüllen) als Satz über kontinuierliche unitäre Darstellungen durch Operatoren in Hilberträumen. Er entwickelte die Theorie (durch eine geschlossene Untergruppe) induzierter Darstellungen lokalkompakter Gruppen, die er durch sein Impritivitäts-Kriterium charakterisierte.
Nach ihm sind der Satz von Mackey-Arens (und Mackey-Topologien), das Kriterium von Mackey sowie der Satz von Banach-Mackey benannt.
Mackey war Mitglied der National Academy of Sciences der USA, der American Philosophical Society und seit 1953 der American Academy of Arts and Sciences. 1964/5 war er Vizepräsident der American Mathematical Society. 1975 erhielt er den Leroy P. Steele Prize der American Mathematical Society. 1970 war er Invited Speaker auf dem Internationalen Mathematikerkongress in Nizza (Ergodicity in the theory of group representations).
Er war verheiratet und hatte eine Tochter.
Zu seinen Schülern zählen David Mumford, Caroline Series, Andrew Gleason, Calvin Moore, Paul Chernoff und Richard Palais.

## Schriften
- Mackey Mathematical foundations of quantum mechanics, Benjamin, New York 1963
- ders. Mathematical problems of relativistic physics, 1967
- ders. Induced representations of groups and quantum mechanics, 1968
- ders. The theory of unitary group representations, University of Chicago Press 1955, 1976
- ders. Unitary group representations in physics, probability and number theory, Benjamin 1978 (aus Vorlesungen in Oxford)
- ders. Ergodic theory and its significance in statistical mechanics and probability theory, Advances in mathematics, Bd. 12, 1974, 178–268 (er erhielt dafür den Steele Preis der AMS)
- ders. Harmonic analysis as the exploitation of symmetry - a historical survey, Bulletin of the American Mathematical Society, New Series, Bd. 3, 1980, Nr. 1, S. 543–698 (online hier )
- ders. Infinite dimensional group representations, Bulletin of the American Mathematical Society, Bd. 69, 1963, S. 628–686